# Johannes Wallin
Johannes Svenonis Wallin, född 12 augusti 1654 i Hycklinge församling, Östergötlands län, död 7 december 1728 i Odensvi församling, Kalmar län, var en svensk präst.

## Biografi
Johannes Wallin föddes 1654 på Vallingedal i Hycklinge församling. Han var son till bonden Sven Olofsson. Wallin blev 1680 student vid Uppsala universitet och prästvigdes 13 augusti 1685. Han blev 1697 kyrkoherde i Odensvi församling och var 1708–1719 kontraktsprost i Södra Tjusts kontrakt. Utnämndes 1718 prost. Wallin avled 1728 i Odensvi församling och begravdes av biskop Torsten Rudeen.
Under Wallins tid som kyrkoherde i församlingen anskaffades en orgel till Odensvi kyrka.

### Familj
Wallin gifte sig första gången 1688 med Magdalena Retzelius, dotter till kyrkoherden Magnus Colopontanus i Odensvi församling och Brita Ehrenmark. De fick tillsammans barnen Katarina Wallin som var gift med kyrkoherden Zacharias Wimermark i Furingstads församling, Brita Wallin (född 1690), Ingeborg Wallin som var gift med kyrkoherden Zacharias Reuserus i Hagebyhöga församling, Margareta Wallin (1696–1700), Anna Magdalena Wallin som var gift med kyrkoherden Isak Trivallius i Malexanders församling och kyrkoherden Isak Runberg i Torpa församling, Magnus Wallin (1702–1703), Maria Wallin som var gift med kyrherden Andreaas Ståhle i Odensvi församling och två dödfödda söner.
Han gifte sig andra gången 12 juni 1711 med Anna Hellman, dotter till kyrkoherden i Ringarums församling.